# 毛糯米椴
毛糯米椴（学名：Tilia henryana）是锦葵科椴树属的植物，是中国的特有植物。分布在中国大陆的陕西、湖南、江西、长江流域、湖北、河南等地，生长于海拔600米至1,300米的地区，多生于山坡、山坡灌木林中、山坡疏林中、山坡林中、山谷阔叶林中以及山坡杂木林中，目前已由人工引种栽培。

## 异名
- Tilia henryana Szyszyl. var. subglabra V. Engl.